# Льєс-да-Сарданья
Льєс-да-Сарда́нья (кат. Lles de Cerdanya, вимова літературною каталанською [ʎεs də səɾ'daɲə]) - муніципалітет, розташований в Автономній області Каталонія, в Іспанії. Код муніципалітету за номенклатурою Інституту статистики Каталонії - 251272. Знаходиться у районі (кумарці) Башя-Сарданья (коди району - 15 та CD) провінції Льєйда, згідно з новою адміністративною реформою перебуватиме у складі баґарії (округи) Ал-Пірінеу і Баль-д'Аран. 

## Назва муніципалітету
Lles - назва доримського походження з невідомою етимологією. Cerdanya - від лат. Ceretānia - "країна серетанів", кельтського племені, що мешкало на цій території до завоювання Іберії Римом.

## Населення
Населення міста (у 2007 р.) становить 263 особи (з них менше 14 років - 10,3%, від 15 до 64 - 66,9%, понад 65 років - 22,8%). У 2006 р. народжуваність склала 3 особи, смертність - 4 особи, зареєстровано 1 шлюб. У 2001 р. активне населення становило 131 особа, з них безробітних - 7 осіб.

Серед осіб, які проживали на території міста у 2001 р., 259 народилися в Каталонії (з них 135 осіб у тому самому районі, або кумарці), 16 осіб приїхало з інших областей Іспанії, а 4 особи приїхали з-за кордону. 

Вищу освіту має 8,2% усього населення. 

У 2001 р. нараховувалося 106 домогосподарств (з них 29,2% складалися з однієї особи, 23,6% з двох осіб,17,9% з 3 осіб, 18,9% з 4 осіб, 6,6% з 5 осіб, 3,8% з 6 осіб, 0,0% з 7 осіб, 0,0% з 8 осіб і 0,0% з 9 і більше осіб).

Активне населення міста у 2001 р. працювало у таких сферах діяльності : у сільському господарстві - 32,3%, у промисловості - 3,2%, на будівництві - 12,1% і у сфері обслуговування - 52,4%. 

 У муніципалітеті або у власному районі (кумарці) працює 89 осіб, поза районом - 52 особи.

### Безробіття
У 2007 р. нараховувалося 1 безробітний (у 2006 р. - 5 безробітних), з них чоловіки становили 100,0%, а жінки - 0,0%.

## Економіка

### Підприємства міста

#### Промислові підприємства
| \| Промислові підприємства міста, за сферою діяльності \| Промислові підприємства міста, за сферою діяльності \| Промислові підприємства міста, за сферою діяльності \| \| Рік \| 2002 р. \| 2001 р. \| \| --------------------------------------------------- \| --------------------------------------------------- \| --------------------------------------------------- \| \| Енергетичні та водні ресурси \| 50,0% \| 33,3% \| \| Хімія та метали \| 0,0% \| 0,0% \| \| Переробка металів \| 0,0% \| 0,0% \| \| Продукти харчування \| 50,0% \| 66,7% \| \| Текстиль \| 0,0% \| 0,0% \| \| Виробництво меблів, видання \| 0,0% \| 0,0% \| \| Інше \| 0,0% \| 0,0% \| \| Усього підприємств \| 2 \| 3 \| |         |         |
| Промислові підприємства міста, за сферою діяльності |         |         |
| Рік | 2002 р. | 2001 р. |
| Енергетичні та водні ресурси | 50,0%   | 33,3%   |
| Хімія та метали | 0,0%    | 0,0%    |
| Переробка металів | 0,0%    | 0,0%    |
| Продукти харчування | 50,0%   | 66,7%   |
| Текстиль | 0,0%    | 0,0%    |
| Виробництво меблів, видання | 0,0%    | 0,0%    |
| Інше | 0,0%    | 0,0%    |
| Усього підприємств | 2       | 3       |

#### Роздрібна торгівля
| \| Підприємства роздрібної торгівлі міста, за сферою діяльності \| Підприємства роздрібної торгівлі міста, за сферою діяльності \| Підприємства роздрібної торгівлі міста, за сферою діяльності \| \| Рік \| 2002 р. \| 2001 р. \| \| ------------------------------------------------------------ \| ------------------------------------------------------------ \| ------------------------------------------------------------ \| \| Продукти харчування \| 50,0% \| 60,0% \| \| Одяг та взуття \| 0,0% \| 0,0% \| \| Товари для дому \| 0,0% \| 0,0% \| \| Книги та періодичні видання \| 0,0% \| 0,0% \| \| Промислова хімічна продукція \| 33,3% \| 40,0% \| \| Продукція, пов'язана з транспортними засобами \| 16,7% \| 0,0% \| \| Інше \| 0,0% \| 0,0% \| \| Усього підприємств \| 6 \| 5 \| |         |         |
| Підприємства роздрібної торгівлі міста, за сферою діяльності |         |         |
| Рік | 2002 р. | 2001 р. |
| Продукти харчування | 50,0%   | 60,0%   |
| Одяг та взуття | 0,0%    | 0,0%    |
| Товари для дому | 0,0%    | 0,0%    |
| Книги та періодичні видання | 0,0%    | 0,0%    |
| Промислова хімічна продукція | 33,3%   | 40,0%   |
| Продукція, пов'язана з транспортними засобами | 16,7%   | 0,0%    |
| Інше | 0,0%    | 0,0%    |
| Усього підприємств | 6       | 5       |

#### Сфера послуг
| \| Підприємства міста, що працюють у сфері послуг, за діяльністю \| Підприємства міста, що працюють у сфері послуг, за діяльністю \| Підприємства міста, що працюють у сфері послуг, за діяльністю \| \| Рік \| 2002 р. \| 2001 р. \| \| ------------------------------------------------------------- \| ------------------------------------------------------------- \| ------------------------------------------------------------- \| \| Гуртова торгівля \| 0,0% \| 0,0% \| \| Готелі та готельний бізнес \| 66,7% \| 65,4% \| \| Транспорт та зв'язок \| 11,1% \| 11,5% \| \| Посередницькі фінансові послуги \| 0,0% \| 0,0% \| \| Послуги підприємствам \| 0,0% \| 0,0% \| \| Послуги фізичним особам \| 18,5% \| 19,2% \| \| Нерухомість та ін. \| 3,7% \| 3,8% \| \| Усього підприємств \| 27 \| 26 \| |         |         |
| Підприємства міста, що працюють у сфері послуг, за діяльністю |         |         |
| Рік | 2002 р. | 2001 р. |
| Гуртова торгівля | 0,0%    | 0,0%    |
| Готелі та готельний бізнес | 66,7%   | 65,4%   |
| Транспорт та зв'язок | 11,1%   | 11,5%   |
| Посередницькі фінансові послуги | 0,0%    | 0,0%    |
| Послуги підприємствам | 0,0%    | 0,0%    |
| Послуги фізичним особам | 18,5%   | 19,2%   |
| Нерухомість та ін. | 3,7%    | 3,8%    |
| Усього підприємств | 27      | 26      |

## Житловий фонд
У 2001 р. 5,7% усіх родин (домогосподарств) мали житло метражем до 59 м2, 24,5% - від 60 до 89 м2, 34,0% - від 90 до 119 м2 і
35,8% - понад 120 м2.

З усіх будівель у 2001 р. 17,1% було одноповерховими, 65,4% - двоповерховими, 16,6
% - триповерховими, 0,5% - чотириповерховими, 0,5% - п'ятиповерховими, 0,0% - шестиповерховими,
0,0% - семиповерховими, 0,0% - з вісьмома та більше поверхами.

## Автопарк
| \| Автомобілі, зареєстровані у місті, за призначенням \| Автомобілі, зареєстровані у місті, за призначенням \| Автомобілі, зареєстровані у місті, за призначенням \| \| Рік \| 2006 р. \| 2005 р. \| \| -------------------------------------------------- \| -------------------------------------------------- \| -------------------------------------------------- \| \| Приватні автомобілі \| 54,1% \| 54,1% \| \| Мотоцикли \| 12,5% \| 12,8% \| \| Вантажівки \| 30,2% \| 30,2% \| \| Трактори \| 0,0% \| 0,0% \| \| Автобуси та ін. \| 3,2% \| 2,8% \| \| Усього автомобілів \| 281 шт. \| 281 шт. \| |         |         |
| Автомобілі, зареєстровані у місті, за призначенням |         |         |
| Рік | 2006 р. | 2005 р. |
| Приватні автомобілі | 54,1%   | 54,1%   |
| Мотоцикли | 12,5%   | 12,8%   |
| Вантажівки | 30,2%   | 30,2%   |
| Трактори | 0,0%    | 0,0%    |
| Автобуси та ін. | 3,2%    | 2,8%    |
| Усього автомобілів | 281 шт. | 281 шт. |

## Вживання каталанської мови
У 2001 р. каталанську мову у місті розуміли 100,0% усього населення (у 1996 р. - 100,0%), вміли говорити нею 94,5% (у 1996 р. - 
95,8%), вміли читати 90,1% (у 1996 р. - 92,0%), вміли писати 59,7
% (у 1996 р. - 59,4%). Не розуміли каталанської мови 0,0%.

## Політичні уподобання
У виборах до Парламенту Каталонії у 2006 р. взяло участь 127 осіб (у 2003 р. - 161 особа). Голоси за політичні сили розподілилися таким чином:
| \| Вибори до Парламенту Каталонії \| Вибори до Парламенту Каталонії \| Вибори до Парламенту Каталонії \| \| Рік \| 2006 р. \| 2003 р. \| \| -------------------------------------- \| ------------------------------ \| ------------------------------ \| \| Конвергенція та Єднання (CiU) \| 53,5% \| 48,4% \| \| Соціалістична партія Каталонії (PSC) \| 16,5% \| 14,9% \| \| Народна партія (PP) \| 0,0% \| 3,7% \| \| Ініціатива за Каталонію — Зелені (ICV) \| 7,1% \| 3,7% \| \| Республіканська лівиця Каталонії (ERC) \| 21,3% \| 28,6% \| \| Громадяни — Громадянська партія (C's) \| 0,0% \| 0,0% \| \| Інші \| 1,6% \| 0,6% \| |         |         |
| Вибори до Парламенту Каталонії |         |         |
| Рік | 2006 р. | 2003 р. |
| Конвергенція та Єднання (CiU) | 53,5%   | 48,4%   |
| Соціалістична партія Каталонії (PSC) | 16,5%   | 14,9%   |
| Народна партія (PP) | 0,0%    | 3,7%    |
| Ініціатива за Каталонію — Зелені (ICV) | 7,1%    | 3,7%    |
| Республіканська лівиця Каталонії (ERC) | 21,3%   | 28,6%   |
| Громадяни — Громадянська партія (C's) | 0,0%    | 0,0%    |
| Інші | 1,6%    | 0,6%    |